# University of British Columbia

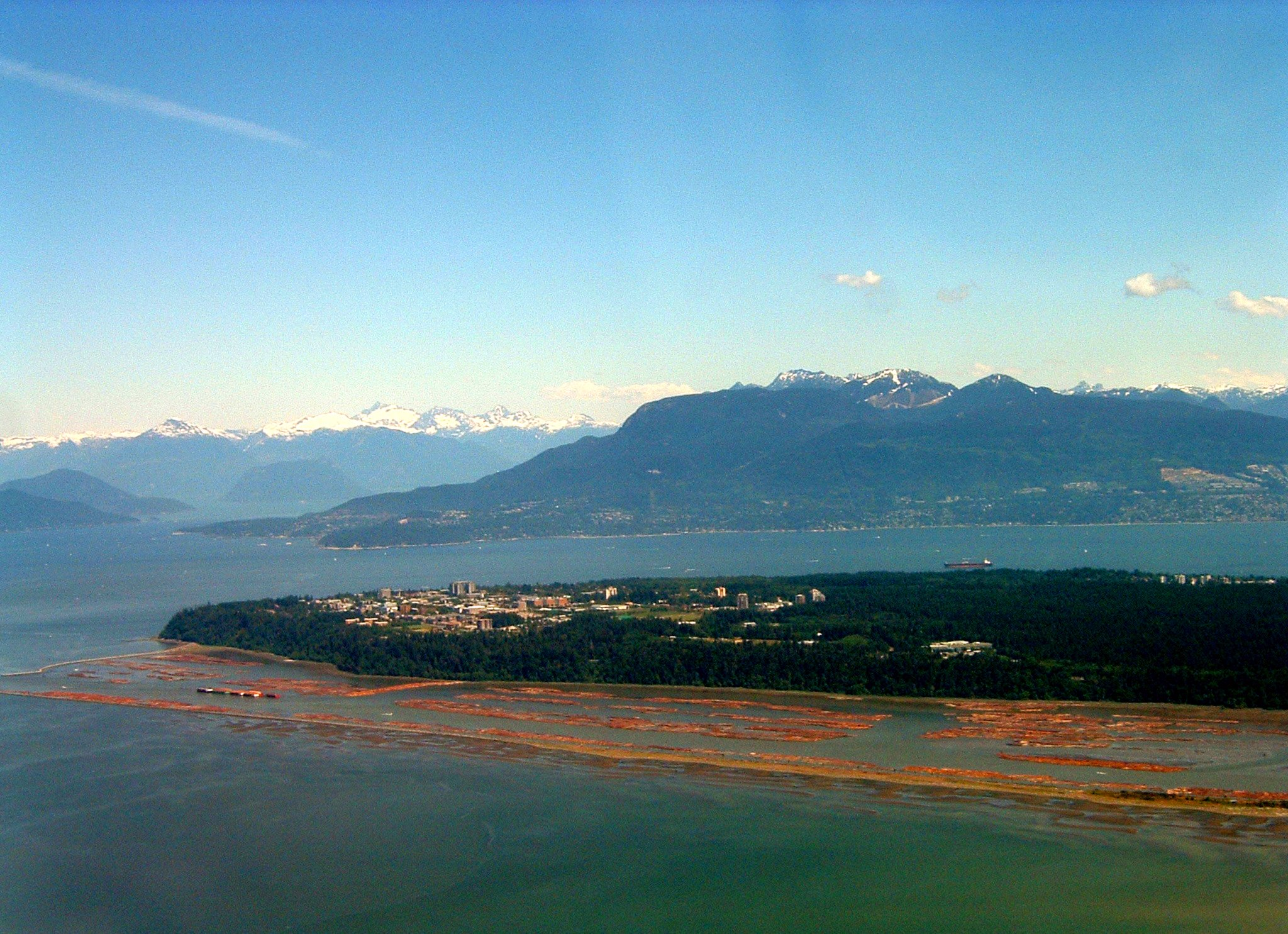
UBC Campus & Pacific Spirit Park

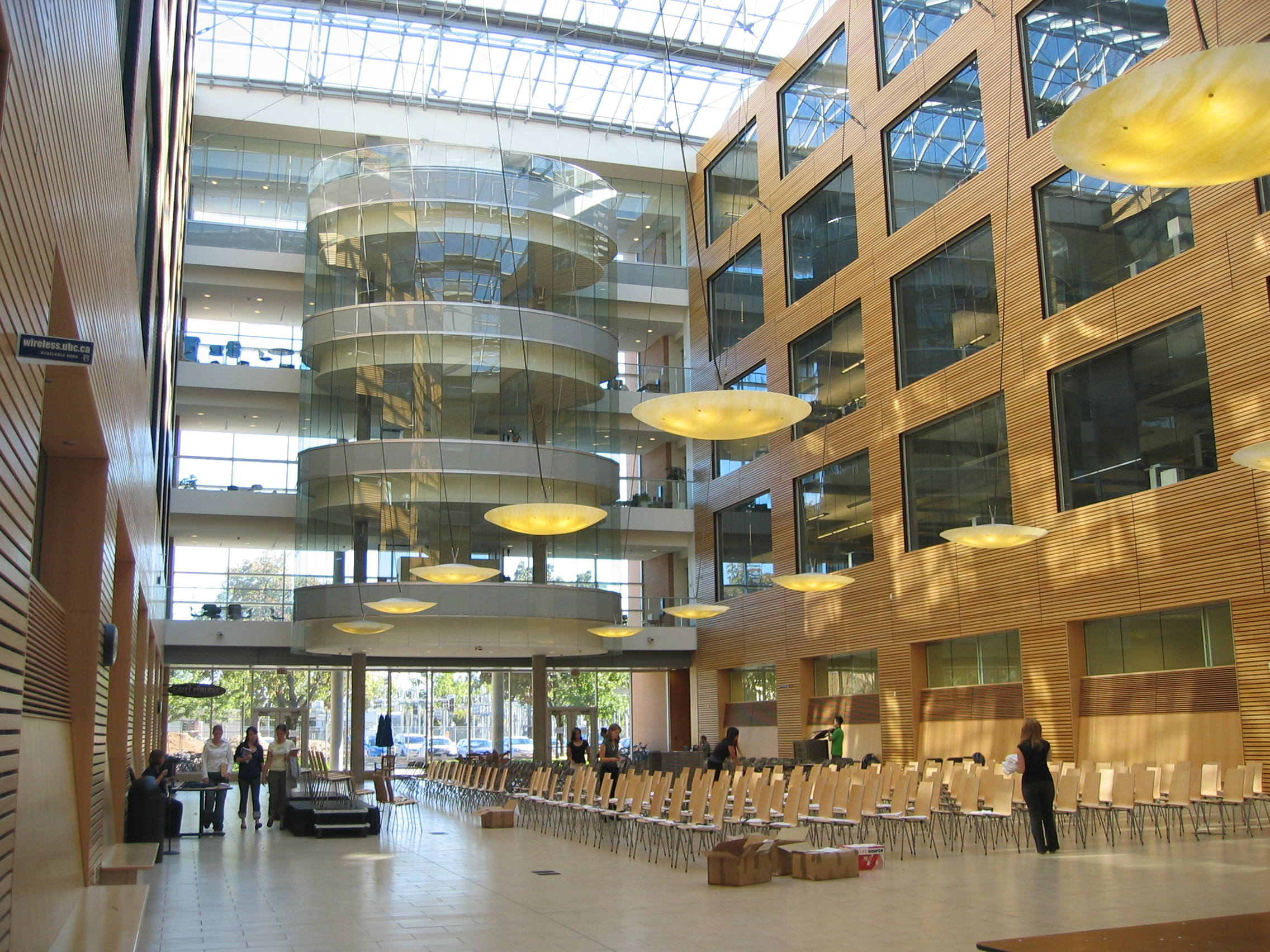
Die 2004 eröffnete Lobby des UBC Life Sciences Centre

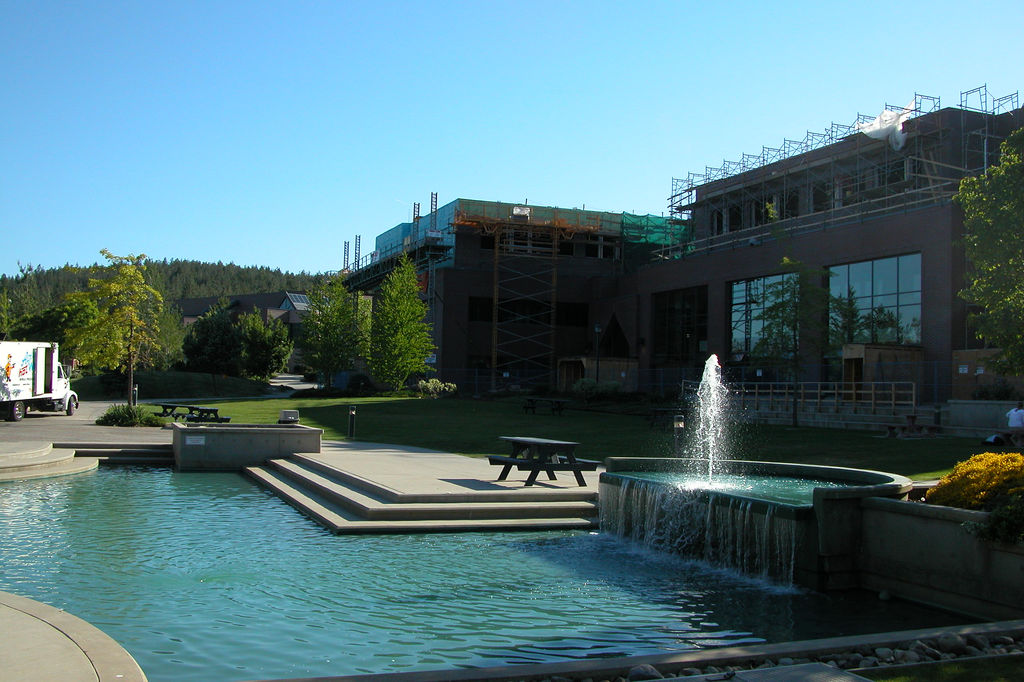
Okanagan Campus

Die University of British Columbia (UBC) ist eine staatliche Universität in der kanadischen Provinz British Columbia.
Die University of British Columbia ist sehr renommiert; die Universität Leiden (CWTS Leiden Ranking 2016) platziert die UBC auf Rang 22 in ihrem weltweiten Ranking. In Geisteswissenschaften und Sozialwissenschaften nimmt die UBC den Platz 17 unter den Universitäten mit dem stärksten Einfluss ein. Die britische Zeitung The Times Higher Education Supplement zählte die Universität in ihrem jährlich durchgeführten Hochschulranking The Times Higher World University Rankings 2011 zu den 200 besten Hochschulen weltweit. Im Jahr 2011 erreichte die Universität den 22. Rang. Sie ist somit die zweitbeste Universität Kanadas nach der University of Toronto.

## Lage
Der Hauptcampus befindet sich am Point Grey in den University Endowment Lands, einem gemeindefreien Gebiet unmittelbar westlich der Stadt Vancouver. An drei Standorten in der Stadt Vancouver selbst besitzt die Universität weitere Einrichtungen; der Campus beim Vancouver General Hospital, UBC Robson Square in der Innenstadt und der Campus am Great Northern Way. Ein weiterer Campus, UBC Okanagan, befindet sich in Kelowna.

## Fachbereiche
Die Universität verfügt über die folgende Fachbereiche:
- Faculty of Applied Science (beinhaltet u. a. Ingenieursbereiche, Architektur, Naturwissenschaften)
- Faculty of Arts (beinhaltet u. a. Anthropologie, Sprach- und Kulturwissenschaften)
- Sauder School of Business (beinhaltet Wirtschaftswissenschaften und Rechtswissenschaften)
- Faculty of Medicine (Medizinwissenschaften)
- Faculty of Education (Pädagogische Wissenschaften)
- Faculty of Forestry (Forstwissenschaften)
- Faculty of Pharmaceutical Sciences (Pharmawissenschaften)

weiterhin verfügt die Universität über folgende Colleges:
- College of Health Disciplines
- College for Interdisciplinary Studies

## Zahlen zu den Studierenden
Von den 66.512 Studierenden des Studienjahres 2019/2020 waren 55.804 in Vancouver und 10.708 in Okanagan eingeschrieben. Davon zählten 18.283 (27,5 %) als internationale Studenten. 55.161 der Studierenden strebten 2019/2020 ihren ersten Studienabschluss an, sie waren also undergraduates. 11.351 arbeiteten auf einen weiteren Abschluss hin, sie waren postgraduates. Insgesamt hat die Universität über 350.000 Ehemalige (alumni).

## Organisation und Institute
15. Präsident der Universität ist seit dem 15. August 2016 Santa J. Ono, zuvor Präsident der University of Cincinnati. Im Jahr 2009 hatte die UBC 3.694 Vollzeit-Lehrkräfte und 9.727 sonstige Vollzeitangestellte. Bis 2016 war die Zahl auf insgesamt 15.190 angestiegen. Die UBC ist eine von zwei kanadischen Universitäten (neben der McGill University in Montreal), die dem Hochschulnetzwerk Universitas 21 angehört. Die University of British Columbia Library ist mit mehr als 6,3 Millionen Büchern und Zeitschriften, 5,3 Millionen Mikrofilmen und Millionen anderer Formate die zweitgrößte Forschungsbibliothek Kanadas. TRIUMF, das größte Zyklotron der Welt, befindet sich ebenfalls auf dem Gelände der Universität.

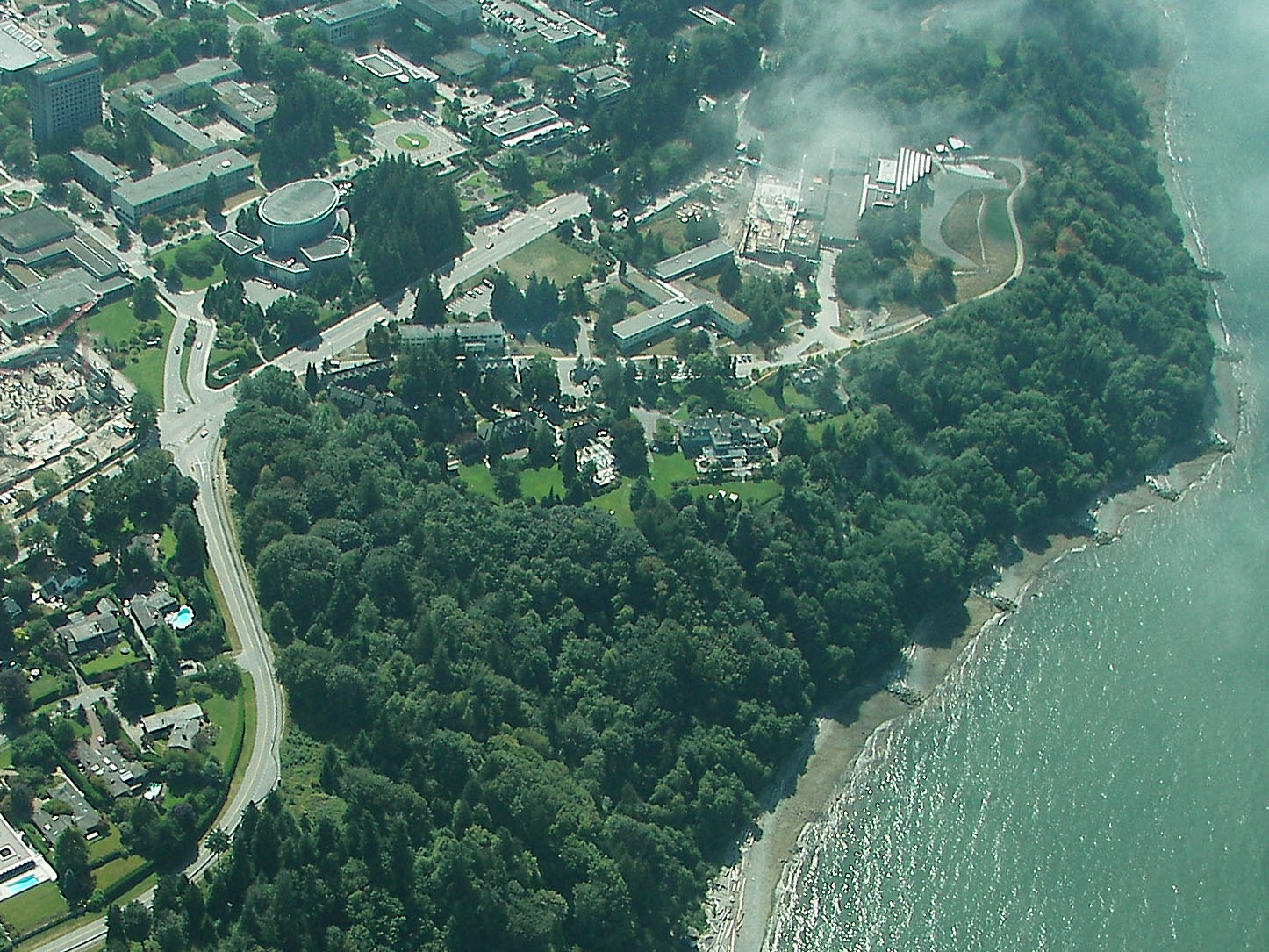
Blick auf den nördlichen Teil des Point Grey Campus der UBC

## Graduate School
Aufbaustudiengänge (PhD, MA/MSc) werden an der University of British Columbia von der Faculty of Graduate Studies (Vancouver) bzw. dem College of Graduate Studies (Okanagan) in Zusammenarbeit mit den individuellen Fakultäten und Programmen administriert. Die Besonderheit an der UBC ist, dass bei forschungsbasierten Programmen keine Unterscheidung bei der Höhe der Studiengebühren für internationale und kanadische Studierende getroffen wird, wie es ansonsten weltweit üblich ist. Stattdessen bewegen sich die Studiengebühren im direkten Vergleich zu anderen anglo-amerikanischen / Commonwealth Ländern auf einem relativ erschwinglichen Niveau.

## Bekannte Dozenten
(Auswahl)
- Kenelm Burridge (1922–2019), Anthropologe
- Meryn Cadell, Performance-Künstler
- Alfred-Maurice de Zayas (* 1947), Völkerrechtler, Historiker und Schriftsteller
- Hans Georg Dehmelt (1922–2017), Physiker und Nobelpreisträger
- Steven Galloway, Schriftsteller
- Leona Gom (* 1946), Schriftstellerin und Hochschullehrerin
- Michael Ignatieff (* 1947), Politiker
- Daniel Kahneman (1934–2024), Psychologe und Nobelpreisträger
- Har Gobind Khorana (1922–2011), Molekularbiologe und Nobelpreisträger
- Shoshichi Kobayashi (1932–2012), Mathematiker (Differentialgeometrie)
- Philippe Kruchten (* 1952), Informatiker
- Beverley McLachlin (* 1943), Richterin und Rechtswissenschafterin
- George McWhirter (* 1939), kanadischer Schriftsteller, Übersetzer und Hochschullehrer nordirischer Herkunft
- Richard J. Pearson, Archäologe
- Josef Martin Penninger, österreichischer Genetiker
- Nick Pippenger (* 1947), theoretische Informatik
- Robin Ridington (* 1939), Anthropologe
- Jane Rule (1931–2007), Autorin
- Jacqueline Samuda (* 1962), Schauspielerin und Autorin
- Thomas Schneider (* 1964), Ägyptologe
- Carol Shields (1935–2003), Schriftstellerin
- Michael Smith (1932–2000), Chemiker und Nobelpreisträger
- David Suzuki (* 1936), Genforscher
- Warren Tallman (1921–1994), Literaturwissenschaftler
- Audrey Thomas (* 1935), Schriftstellerin und Hochschullehrerin
- Bill Unruh (* 1945), Physiker
- Rudolf Vrba (1924–2006), Pharmakologe
- Ian Watt (1917–1999), Literaturkritiker und Literaturhistoriker
- Edgar Wickberg (1927–2008), US-amerikanischer Historiker mit Schwerpunkt China und chinesische Auslandsgemeinden
- Carl E. Wieman (* 1951), Physiker und Nobelpreisträger

## Bekannte Absolventen
(Auswahl)
- Carol Bolt (1941–2000), kanadische Dramatikerin
- Peter Borwein (1953–2020), kanadischer Mathematiker
- Kim Campbell (* 1947), kanadische Politikerin und erste kanadische Premierministerin
- Raffi Cavoukian (* 1948), Sänger und Komponist für Kinderlieder
- Justin Chatwin (* 1982), kanadischer Schauspieler
- Anne Chislett (* 1942), kanadische Autorin
- Patricia Churchland (* 1943), kanadische Philosophin
- Frank Davey (* 1940), kanadischer Dichter, Schriftsteller und ehemaliger Hochschullehrer
- Ujjal Dosanjh (* 1947), kanadisch-indischer Rechtsanwalt und Politiker
- Robert C. Feenstra (* 1956), US-amerikanischer Ökonom
- William Gibson (* 1948), US-amerikanischer Autor
- Mabel Gweneth Humphreys (1908–2006),| kanadisch-amerikanische Mathematikerin und Hochschullehrerin
- Charles Lillard (1944–1997), kanadischer Dichter und Historiker
- Evangeline Lilly (* 1979), kanadische Schauspielerin
- Alexina Louie (* 1949), kanadische Komponistin
- Daphne Marlatt (* 1942), kanadische Schriftstellerin und Feministin
- Suleka Mathew, kanadisch-indische Schauspielerin
- Barry McKinnon (1944–2023), kanadischer Dichter
- Beverley McLachlin (* 1943), kanadische Juristin und Vorsitzende des Obersten Gerichtshofs von Kanada
- Robert Mundell (1932–2021), kanadischer Ökonom und Nobelpreisträger
- Stan Persky (1941–2024), kanadischer Schriftsteller, Medienkommentator und Hochschuldozent
- Eva Maria Roer (1944–2021), deutsche Unternehmerin
- Rena Sakellaridou (* 1955), griechische Architektin
- Beat Sterchi (* 1949), Schweizer Schriftsteller
- Madeleine Thien (* 1974), chinesisch-malaiisch-stämmige kanadische Schriftstellerin
- Justin Trudeau (* 1971), Politiker und Vorsitzender der Liberalen Partei
- Deborah Kara Unger (* 1966), kanadische Schauspielerin
- Fred Wah (* 1939), kanadischer Dichter, Schriftsteller und ehemaliger Hochschullehrer
- Jeff Wall (* 1946), kanadischer Fotokünstler
- David Ricardo Williams (1923–1999), kanadischer Jurist, Historiker und Schriftsteller
- Kareen Zebroff (* 1941), kanadische Yogalehrerin deutscher Herkunft